# Cityradio Saarland
Cityradio Saarland (Eigenschreibweise: CityRadio; vormals Lokalradio Saar) ist ein privater Hörfunksenderverbund, der aus dem saarländischen Saarlouis sendet.
Der Sender ist Teil der Lokalhörfunkkette The Radio Group, die 2008 durch eine Neuausschreibung von Radiofrequenzen der Landesmedienanstalt Saarland entstanden ist. Zur saarländischen Gruppe gehören fünf Hörfunkprogramme – Cityradio Saarbrücken, Cityradio Homburg, Cityradio Neunkirchen, Cityradio Saarlouis und Cityradio Sankt Wendel. Die Sender, allesamt mit regionalem und lokalem Bezug, werden auf den UKW-Frequenzen Saarbrücken 99,6 MHz, Homburg 89,6 MHz, Neunkirchen 94,6 MHz, Saarlouis 99,0 MHz und St. Wendel 92,6 MHz ausgestrahlt. Betreiber der Sender ist die CityRadio Saarland GmbH.
Die Sender spielen einen breiten Musikmix aus 80ern, 90ern und 2000ern gemixt mit aktuellen Charthits. Zudem enthält die Playlist einen hohen Anteil an deutschsprachigen Songs. Die CityRadios spielen außerdem regelmäßig Songs saarländischer Künstler und Songwriter.
Geschäftsführer der Kette sind Michael Haubrich und Silke Haubrich. Das Programm startet werktäglich mit der Cityradio Morningshow, moderiert von Anna van Kuilenburg und Melina Rey. Den Nachmittag übernehmen Luca Grisafi und Nico Loipold. Stationvoice des Senders ist Tommi Koch. Weitere Livesendungen werden von Tom Becker moderiert. Um die Lokal-Nachrichten kümmert sich die gesamte Redaktion. 